# Han Kang

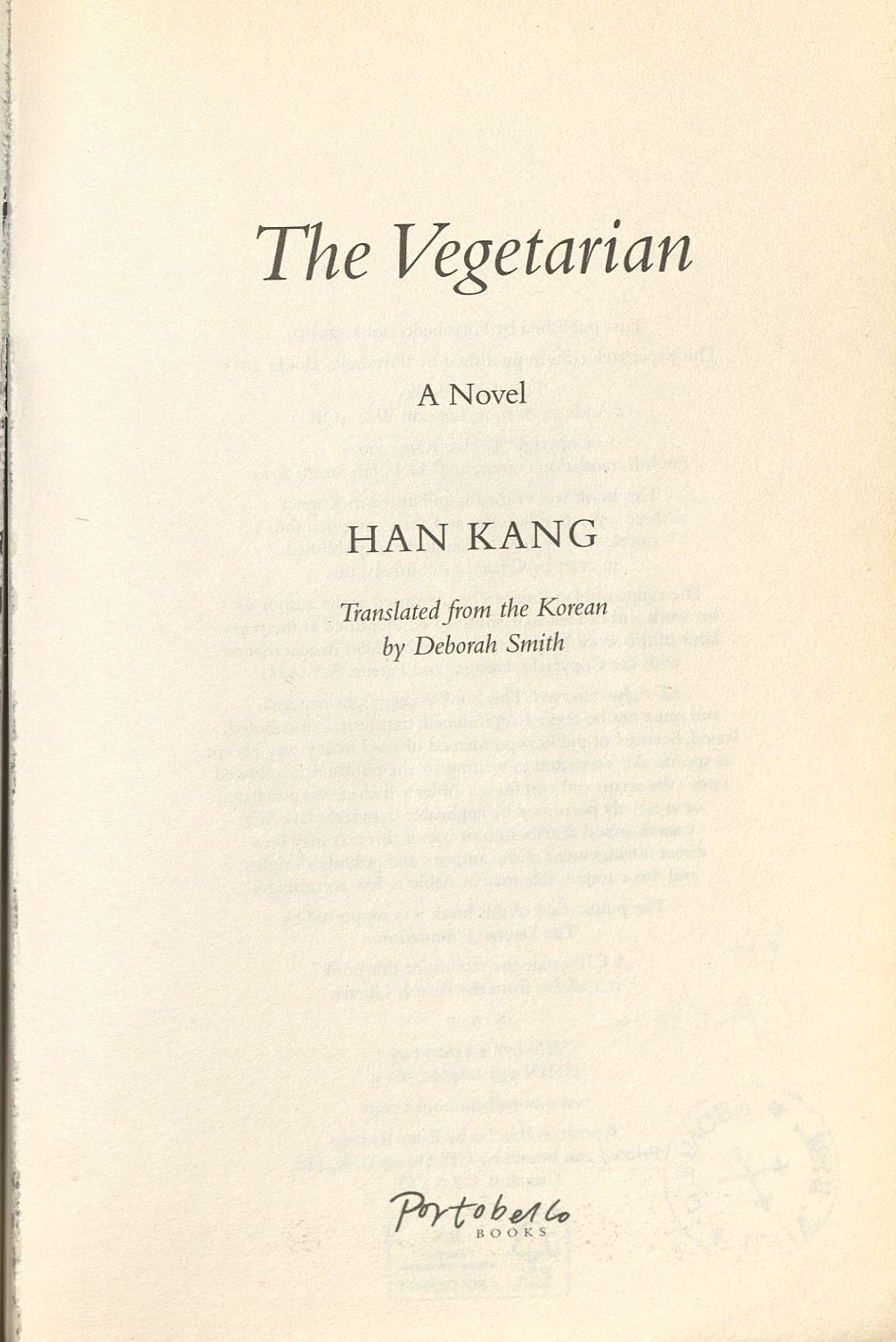
Man Booker International Prize 2016

Han Kang (koreanisch 한강; * 27. November 1970 in Gwangju, Provinz Süd-Jeolla, Südkorea) ist eine südkoreanische Schriftstellerin. Im Jahr 2024 erhielt sie den Nobelpreis für Literatur.

## Leben und Wirken
Han Kang ist die Tochter des Schriftstellers Han Seung-won (Han Sŭngwon) und wurde 1970 in Gwangju geboren, wuchs jedoch ab ihrem elften Lebensjahr in Seoul auf. Sie studierte an der Yonsei University in Seoul Koreanische Literatur und graduierte dort im Jahr 1993. Han debütierte mit Gedichten, die in der Zeitschrift „Literatur und Gesellschaft“ (Munhak-kwa sahoe) erschienen, bekannt wurde sie kurz darauf jedoch als Prosaschriftstellerin.
1994 gewann Han mit der Kurzgeschichte Rotes Segel (붉은 닻 Bulgeun Dat) den Literaturpreis der Zeitung Seoul Shinmun. In den Jahren nach 1994 begann Han Kang, kontinuierlich literarische Werke zu veröffentlichen, die ihre spätere Karriere stark prägten. Mit ihrer ersten Kurzgeschichtensammlung Liebe in Yŏsu im Jahr 1995 etablierte sie sich als aufstrebende Autorin in der südkoreanischen Literaturszene. Fünf Jahre später folgte ihre nächste Sammlung Die Früchte meiner Frau, in der sie ihre symbolhafte und poetische Erzählweise weiterentwickelte. Diese frühen Werke zeigen bereits die Themen von Transformation und Identität, die auch in ihren späteren international bekannten Werken wie Die Vegetarierin eine zentrale Rolle spielen.
Im Jahre 1999 gewann Han einen Preis für den besten koreanischen Roman, 2000 den „Preis für junge Künstler von heute“ des Ministeriums für Kultur und Tourismus und schließlich 2005 den Yi-Sang-Literaturpreis.
Außerdem arbeitete Han als Journalistin für die Zeitschriften „Wasser der tiefen Quelle“, „Journal der Publikationen“ und „Quelle“. Ihr Roman Die Vegetarierin wurde 2010 verfilmt und der Kurzroman Baby Buddha diente als Grundlage für den Film Scar. Von 2007 bis 2018 lehrte Han Kreatives Schreiben am Seoul Institute of the Arts, seitdem ist sie freie Schriftstellerin.
2016 erhielt Han zusammen mit ihrer Übersetzerin Deborah Smith für ihren 2015 ins Englische übersetzten Debütroman 채식주의자 The Vegetarian aus dem Jahr 2007 den mit 50.000 Pfund Sterling dotierten Man Booker International Prize. Der Roman stellt die südkoreanische Hausfrau Yeong-hye in den Mittelpunkt, die eines Tages beschließt, sich nur noch vegetarisch zu ernähren und alle tierischen Produkte aus dem Haushalt entfernt. Ihre passive Rebellion nimmt immer groteskere Ausmaße an, als sie sich in der Öffentlichkeit zu entblößen beginnt und von einem Leben als Pflanze träumt, was auf Unverständnis und Gegenwehr ihrer Familie stößt. 2009 wurde das Werk von Im U-seong verfilmt. Der Roman erschien im August 2016 unter dem Titel Die Vegetarierin auch auf Deutsch. Die Protagonistin gilt als erste Frau in der Byronic-Hero-Rolle.
2014 wurde in ihrer Heimat der Roman Der Junge kommt (소년 이 온다 Sonyŏn i onda) veröffentlicht, in dem Han sich thematisch der gewaltsamen Zerschlagung des Gwangju-Aufstands (1980) annimmt. Eine deutsche Übersetzung des Buchs erschien 2017 unter dem Titel Menschenwerk.
2018 schrieb Han einen Beitrag für das Kunstprojekt Future Library der schottischen Künstlerin Katie Paterson. Es soll im Jahr 2114 in einer 100 Texte umfassenden Anthologie veröffentlicht werden. Bis dahin wird das Manuskript unveröffentlicht und ungelesen in der Deichmanske bibliotek in Oslo verwahrt. Hans Beitrag trägt den Titel Dear Son, My Beloved.
2024 wurde Han mit dem Literaturnobelpreis ausgezeichnet. Die Jury begründete den Preis mit “for her intense poetic prose that confronts historical traumas and exposes the fragility of human life” (für ihre intensive Prosa, die sich historischen Traumata stellt und die Zerbrechlichkeit des menschlichen Lebens aufzeigt). Damit wurde erstmals ein Literaturnobelpreis nach Südkorea vergeben.
2025 veröffentlichte Han den Roman We do not part (koreanische Originalausgabe 2021) in englischer Sprache (übersetzt von E. Yaewon und Paige Aniyah Morris), in welchem sie die Traumata der koreanischen Zivilbevölkerung während der Massaker zu Zeiten des Koreakrieges thematisiert. Ihre Protagonistin schildert eigene Erlebnisse und Erfahrungen einer Freundin im Rahmen der Aufarbeitung der Gräueltaten. Die deutsche Übersetzung des Romans über das Koreanische Jeju-Massaker erschien unter dem Titel Unmöglicher Abschied bereits im Dezember 2024 im Berliner Aufbau Verlag.

## Werke

### Koreanisch
- 여수의 사랑 Liebe in Yŏsu, Munhak-kwa chisŏngsa (1995), ISBN 89-320-0750-0
- 검은 사슴 Schwarzer Hirsch, Munhakdongne (1998), ISBN 89-8281-133-8
- 내 여자의 열매 Die Früchte meiner Frau, Ch'angbi (2000), ISBN 89-364-3657-0
- 그대의 차가운 손 Deine kalte Hand, Munhak-kwa chisŏngsa (2002), ISBN 978-89-320-1304-6
- 붉은 꽃 이야기 Die Geschichte der purpurnen Blume, Yŏllimwŏn (2003), ISBN 89-7063-333-2
- 가만가만 부르는 노래 Das sanft gesungene Lied, Pich'ae (2007), ISBN 978-89-92036-27-6
- 채식주의자 Die Vegetarierin, Ch'angbi (2007), ISBN 978-89-364-3359-8
- 사랑과 사랑을 둘러싼 것들 Liebe und das was Liebe umfasst, Yŏllimwŏn (2009), ISBN 978-89-7063-369-5
- 희랍어 시간 Zeit für Griechisch, Munhakdongne (2011), ISBN 978-89-546-1651-5
- 노랑무늬 영원 Ewiges gelbes Muster, Munhak-kwa chisŏngsa (2012), ISBN 978-89-320-2353-3
- 회복하는 인간 Genesende Menschheit, Asia (2013), ISBN 978-89-94006-82-6
- 서랍에 저녁을 넣어 두었다 Den Abend in die Schublade gelegt, Munhak-kwa chisŏngsa (2013), ISBN 978-89-320-2463-9
- 소년 이 온다 Der Junge kommt, Changbi (2014), ISBN 978-89-364-3412-0
- 흰 Weiß (2016), ISBN 978-89-546-5113-4
- 작별하지 않는다 Unmöglicher Abschied, Munhakdongne (2021), ISBN 978-89-546-8215-2

#### Bilderbücher (Text)
- 내 이름은 태양꽃 Mein Name ist Sonnenblume, Munhakdogne (2002), ISBN 978-89-8281-479-2
- 천둥 꼬마 선녀 번개 꼬마 선녀 Die kleine Donnerfee und die kleine Blitzfee, Munhakdogne Ŏrini (2007), ISBN 978-89-546-0279-2
- 눈물상자 Die Tränenkiste (2008), ISBN 978-89-546-0581-6

### Übersetzungen ins Deutsche

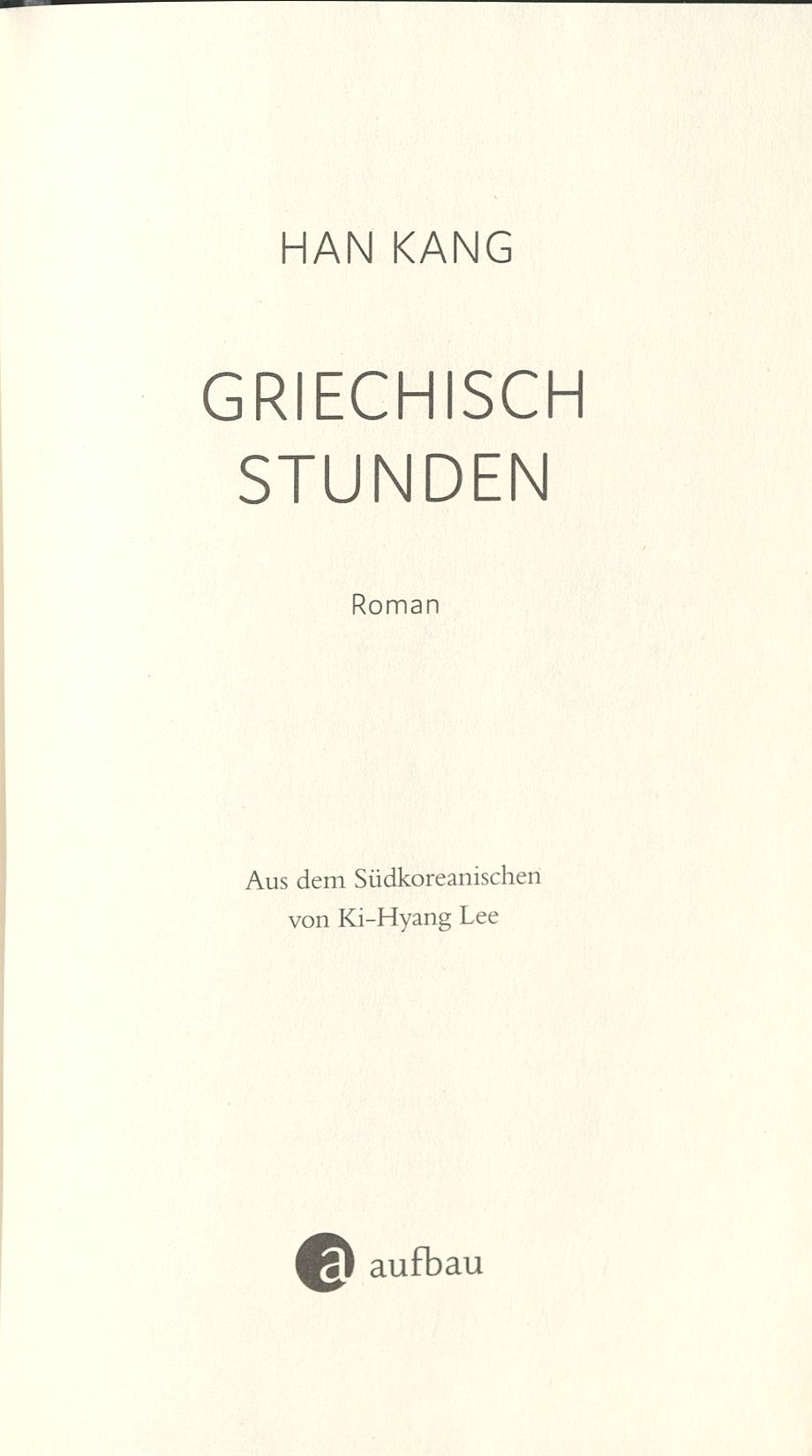
Griechischstunden (2024)

- Die Früchte meiner Frau. In: Sylvia Bräsel, Lie Kwang-Sook (Hrsg.): Koreanische Erzählungen. Dtv, München 2005, ISBN 3-423-13381-3.
- Die Vegetarierin. Roman. Übersetzung von Ki-Hyang Lee. Aufbau Verlag, Berlin 2016, ISBN 978-3-351-03653-9.[11]
- Menschenwerk. Roman. Übersetzt von Ki-Hyang Lee. Aufbau Verlag, Berlin 2017, ISBN 978-3-351-03683-6.[12]
- Deine kalten Hände. Roman. Übersetzt von Kyong-Hae Flügel. Aufbau Verlag, Berlin 2019, ISBN 978-3-351-03762-8.[13][14]
- Weiß. Übersetzt von Ki-Hyang Lee. Aufbau Verlag, Berlin 2020, ISBN 978-3-351-03722-2.
- Griechischstunden. Übersetzt von Ki-Hyang Lee. Aufbau Verlag, Berlin 2024, ISBN 978-3-351-03792-5.
- Unmöglicher Abschied. Roman. Original 작별하지 않는다, Munhakdongne, 2021. Übersetzt von Ki-Hyang Lee. Aufbau Verlag, Berlin 2024, ISBN 978-3-351-04184-7.[15]

## Auszeichnungen
- 1995: Hankook Ilbo Preis für hervorragende Romanschriftsteller
- 1999: Koreanischer Roman-Preis
- 2000: Preis für junge Künstler von heute des Ministeriums für Kultur und Tourismus
- 2005: Yi-Sang-Literaturpreis
- 2010: Tongni-Literaturpreis
- 2016: Man Booker International Prize für The Vegetarian
- 2017: Premio Malaparte
- 2023: Prix Médicis étranger für Impossibles adieux (zusammen mit Misericordia von Lídia Jorge)
- 2024: Ho-Am-Preis[16]
- 2024: Nobelpreis für Literatur